# Polozavřená přední nezaokrouhlená samohláska
Polozavřená přední nezaokrouhlená samohláska je zvuk, který se vyskytuje v různých jazycích. V mezinárodní fonetické abecedě se označuje symbolem e, číselné označení IPA je 302, ekvivalentním symbolem v SAMPA je e.

## Charakteristika
- Otevřenost: polozavřená samohláska. Jazyk se nachází v poloze mezi vysokou a středovou rovinou.
- Přední samohláska – jazyk se nachází v maximálně přední poloze.
- Zaokrouhlenost: nezaokrouhlená samohláska. Rty nejsou při artikulaci zaokrouhleny.

V některých jazycích se tato hláska vyslovuje jako středová (více otevřená). IPA nemá pro tuto výslovnost zvláštní symbol, v případě potřeby lze tuto skutečnost vyznačit pomocí diakritiky e̞.

## V češtině
V češtině se místně takto vyslovuje psané E, e, a to zejména v moravských nářečích. Délka samohlásky [eː] se vyznačuje čárkou nad písmenem É, é. V Čechách je tendence k otevřenější výslovnosti. České /e/ se obvykle popisuje jako polootevřené [ɛ].

## V jiných jazycích
|                                                                                           | Přední                                                                                        | Téměř přední                                                                                  | Střední                                                                                       | Téměř zadní                                                                                   | Zadní                                                                                         |
| Zavřená                                                                                   | \| i • y ɨ • ʉ ɯ • u ɪ • ʏ • ʊ e • ø ɘ • ɵ ɤ • o ə ɤ̞ • o̞ ɛ • œ ɜ • ɞ ʌ • ɔ æ ɐ a • ɶ ɑ • ɒ \| | \| i • y ɨ • ʉ ɯ • u ɪ • ʏ • ʊ e • ø ɘ • ɵ ɤ • o ə ɤ̞ • o̞ ɛ • œ ɜ • ɞ ʌ • ɔ æ ɐ a • ɶ ɑ • ɒ \| | \| i • y ɨ • ʉ ɯ • u ɪ • ʏ • ʊ e • ø ɘ • ɵ ɤ • o ə ɤ̞ • o̞ ɛ • œ ɜ • ɞ ʌ • ɔ æ ɐ a • ɶ ɑ • ɒ \| | \| i • y ɨ • ʉ ɯ • u ɪ • ʏ • ʊ e • ø ɘ • ɵ ɤ • o ə ɤ̞ • o̞ ɛ • œ ɜ • ɞ ʌ • ɔ æ ɐ a • ɶ ɑ • ɒ \| | \| i • y ɨ • ʉ ɯ • u ɪ • ʏ • ʊ e • ø ɘ • ɵ ɤ • o ə ɤ̞ • o̞ ɛ • œ ɜ • ɞ ʌ • ɔ æ ɐ a • ɶ ɑ • ɒ \| |
| Téměř zavřená                                                                             | \| i • y ɨ • ʉ ɯ • u ɪ • ʏ • ʊ e • ø ɘ • ɵ ɤ • o ə ɤ̞ • o̞ ɛ • œ ɜ • ɞ ʌ • ɔ æ ɐ a • ɶ ɑ • ɒ \| | \| i • y ɨ • ʉ ɯ • u ɪ • ʏ • ʊ e • ø ɘ • ɵ ɤ • o ə ɤ̞ • o̞ ɛ • œ ɜ • ɞ ʌ • ɔ æ ɐ a • ɶ ɑ • ɒ \| | \| i • y ɨ • ʉ ɯ • u ɪ • ʏ • ʊ e • ø ɘ • ɵ ɤ • o ə ɤ̞ • o̞ ɛ • œ ɜ • ɞ ʌ • ɔ æ ɐ a • ɶ ɑ • ɒ \| | \| i • y ɨ • ʉ ɯ • u ɪ • ʏ • ʊ e • ø ɘ • ɵ ɤ • o ə ɤ̞ • o̞ ɛ • œ ɜ • ɞ ʌ • ɔ æ ɐ a • ɶ ɑ • ɒ \| | \| i • y ɨ • ʉ ɯ • u ɪ • ʏ • ʊ e • ø ɘ • ɵ ɤ • o ə ɤ̞ • o̞ ɛ • œ ɜ • ɞ ʌ • ɔ æ ɐ a • ɶ ɑ • ɒ \| |
| Polozavřená                                                                               | \| i • y ɨ • ʉ ɯ • u ɪ • ʏ • ʊ e • ø ɘ • ɵ ɤ • o ə ɤ̞ • o̞ ɛ • œ ɜ • ɞ ʌ • ɔ æ ɐ a • ɶ ɑ • ɒ \| | \| i • y ɨ • ʉ ɯ • u ɪ • ʏ • ʊ e • ø ɘ • ɵ ɤ • o ə ɤ̞ • o̞ ɛ • œ ɜ • ɞ ʌ • ɔ æ ɐ a • ɶ ɑ • ɒ \| | \| i • y ɨ • ʉ ɯ • u ɪ • ʏ • ʊ e • ø ɘ • ɵ ɤ • o ə ɤ̞ • o̞ ɛ • œ ɜ • ɞ ʌ • ɔ æ ɐ a • ɶ ɑ • ɒ \| | \| i • y ɨ • ʉ ɯ • u ɪ • ʏ • ʊ e • ø ɘ • ɵ ɤ • o ə ɤ̞ • o̞ ɛ • œ ɜ • ɞ ʌ • ɔ æ ɐ a • ɶ ɑ • ɒ \| | \| i • y ɨ • ʉ ɯ • u ɪ • ʏ • ʊ e • ø ɘ • ɵ ɤ • o ə ɤ̞ • o̞ ɛ • œ ɜ • ɞ ʌ • ɔ æ ɐ a • ɶ ɑ • ɒ \| |
| Středová                                                                                  | \| i • y ɨ • ʉ ɯ • u ɪ • ʏ • ʊ e • ø ɘ • ɵ ɤ • o ə ɤ̞ • o̞ ɛ • œ ɜ • ɞ ʌ • ɔ æ ɐ a • ɶ ɑ • ɒ \| | \| i • y ɨ • ʉ ɯ • u ɪ • ʏ • ʊ e • ø ɘ • ɵ ɤ • o ə ɤ̞ • o̞ ɛ • œ ɜ • ɞ ʌ • ɔ æ ɐ a • ɶ ɑ • ɒ \| | \| i • y ɨ • ʉ ɯ • u ɪ • ʏ • ʊ e • ø ɘ • ɵ ɤ • o ə ɤ̞ • o̞ ɛ • œ ɜ • ɞ ʌ • ɔ æ ɐ a • ɶ ɑ • ɒ \| | \| i • y ɨ • ʉ ɯ • u ɪ • ʏ • ʊ e • ø ɘ • ɵ ɤ • o ə ɤ̞ • o̞ ɛ • œ ɜ • ɞ ʌ • ɔ æ ɐ a • ɶ ɑ • ɒ \| | \| i • y ɨ • ʉ ɯ • u ɪ • ʏ • ʊ e • ø ɘ • ɵ ɤ • o ə ɤ̞ • o̞ ɛ • œ ɜ • ɞ ʌ • ɔ æ ɐ a • ɶ ɑ • ɒ \| |
| Polootevřená                                                                              | \| i • y ɨ • ʉ ɯ • u ɪ • ʏ • ʊ e • ø ɘ • ɵ ɤ • o ə ɤ̞ • o̞ ɛ • œ ɜ • ɞ ʌ • ɔ æ ɐ a • ɶ ɑ • ɒ \| | \| i • y ɨ • ʉ ɯ • u ɪ • ʏ • ʊ e • ø ɘ • ɵ ɤ • o ə ɤ̞ • o̞ ɛ • œ ɜ • ɞ ʌ • ɔ æ ɐ a • ɶ ɑ • ɒ \| | \| i • y ɨ • ʉ ɯ • u ɪ • ʏ • ʊ e • ø ɘ • ɵ ɤ • o ə ɤ̞ • o̞ ɛ • œ ɜ • ɞ ʌ • ɔ æ ɐ a • ɶ ɑ • ɒ \| | \| i • y ɨ • ʉ ɯ • u ɪ • ʏ • ʊ e • ø ɘ • ɵ ɤ • o ə ɤ̞ • o̞ ɛ • œ ɜ • ɞ ʌ • ɔ æ ɐ a • ɶ ɑ • ɒ \| | \| i • y ɨ • ʉ ɯ • u ɪ • ʏ • ʊ e • ø ɘ • ɵ ɤ • o ə ɤ̞ • o̞ ɛ • œ ɜ • ɞ ʌ • ɔ æ ɐ a • ɶ ɑ • ɒ \| |
| Téměř otevřená                                                                            | \| i • y ɨ • ʉ ɯ • u ɪ • ʏ • ʊ e • ø ɘ • ɵ ɤ • o ə ɤ̞ • o̞ ɛ • œ ɜ • ɞ ʌ • ɔ æ ɐ a • ɶ ɑ • ɒ \| | \| i • y ɨ • ʉ ɯ • u ɪ • ʏ • ʊ e • ø ɘ • ɵ ɤ • o ə ɤ̞ • o̞ ɛ • œ ɜ • ɞ ʌ • ɔ æ ɐ a • ɶ ɑ • ɒ \| | \| i • y ɨ • ʉ ɯ • u ɪ • ʏ • ʊ e • ø ɘ • ɵ ɤ • o ə ɤ̞ • o̞ ɛ • œ ɜ • ɞ ʌ • ɔ æ ɐ a • ɶ ɑ • ɒ \| | \| i • y ɨ • ʉ ɯ • u ɪ • ʏ • ʊ e • ø ɘ • ɵ ɤ • o ə ɤ̞ • o̞ ɛ • œ ɜ • ɞ ʌ • ɔ æ ɐ a • ɶ ɑ • ɒ \| | \| i • y ɨ • ʉ ɯ • u ɪ • ʏ • ʊ e • ø ɘ • ɵ ɤ • o ə ɤ̞ • o̞ ɛ • œ ɜ • ɞ ʌ • ɔ æ ɐ a • ɶ ɑ • ɒ \| |
| Otevřená                                                                                  | \| i • y ɨ • ʉ ɯ • u ɪ • ʏ • ʊ e • ø ɘ • ɵ ɤ • o ə ɤ̞ • o̞ ɛ • œ ɜ • ɞ ʌ • ɔ æ ɐ a • ɶ ɑ • ɒ \| | \| i • y ɨ • ʉ ɯ • u ɪ • ʏ • ʊ e • ø ɘ • ɵ ɤ • o ə ɤ̞ • o̞ ɛ • œ ɜ • ɞ ʌ • ɔ æ ɐ a • ɶ ɑ • ɒ \| | \| i • y ɨ • ʉ ɯ • u ɪ • ʏ • ʊ e • ø ɘ • ɵ ɤ • o ə ɤ̞ • o̞ ɛ • œ ɜ • ɞ ʌ • ɔ æ ɐ a • ɶ ɑ • ɒ \| | \| i • y ɨ • ʉ ɯ • u ɪ • ʏ • ʊ e • ø ɘ • ɵ ɤ • o ə ɤ̞ • o̞ ɛ • œ ɜ • ɞ ʌ • ɔ æ ɐ a • ɶ ɑ • ɒ \| | \| i • y ɨ • ʉ ɯ • u ɪ • ʏ • ʊ e • ø ɘ • ɵ ɤ • o ə ɤ̞ • o̞ ɛ • œ ɜ • ɞ ʌ • ɔ æ ɐ a • ɶ ɑ • ɒ \| |
| Tam, kde se symboly objevují ve dvojicích, znak vpravo označuje zaokrouhlenou samohlásku. |                                                                                               |                                                                                               |                                                                                               |                                                                                               |                                                                                               |
| i • y ɨ • ʉ ɯ • u ɪ • ʏ • ʊ e • ø ɘ • ɵ ɤ • o ə ɤ̞ • o̞ ɛ • œ ɜ • ɞ ʌ • ɔ æ ɐ a • ɶ ɑ • ɒ   |                                                                                               |                                                                                               |                                                                                               |                                                                                               |                                                                                               |